# Sent Juèli
Sent Juèli (en francès Saint-Géry) és un municipi francès situat al departament de l'Òlt i a la regió d'Occitània.

## Demografia
| 1962                                       | 1968 | 1975 | 1982 | 1990 | 1999 | 2007 |
| ------------------------------------------ | ---- | ---- | ---- | ---- | ---- | ---- |
| 334                                        | 345  | 317  | 318  | 300  | 349  | 445  |
| Des de 1962: població sense dobles comptes |      |      |      |      |      |      |

## Administració
| Període   | Identitat       | Partit |
| --------- | --------------- | ------ |
| 1977-1985 | Roger Couderc   |        |
| 1985-2003 | Michel Dols     |        |
| 2003-     | Bernard Austruy |        |